# Sofacama
Sofacama es una película argentina dirigida por Ulises Rosell y protagonizada por Cecilia Roth, Martín Piroyansky y Juan Pablo Garaventa. Fue estrenada el 31 de agosto de 2006.

## Sinopsis
Bernie hospeda en su casa a Carmen, a quien apenas conoce y que se repone de una separación reciente. La presencia de esta hermosa mujer madura alterará las vidas de Carmen y, sobre todo, de su hijo adolescente, quien se enamorará de la intrusa.

## Reparto
- Cecilia Roth como Bernie
- Martín Piroyansky como Leo
- Juan Pablo Garaventa como Miguel
- Nicolás Condito como Nahuel
- Juan Minujín como Denis
- María Fernanda Callejón como Carmen
- Carolina Valverde como Dolores
- Clara Hails como Soledad
- Emanuel Zaldua como Fede
- Lucila Brea como Chica bar
- Milagros Gallo como Vendedora 1
- Daniel Valenzuela como Entrenador
- Horacio Rosell como Médico
- Alejandro Viola como Practicante
- Clarisa Hernández como Vendedora 2
- Rolo Azpeitia como Enfermero
- Nacho Gonzalez Prado como Borracho
- Pascual Condito como Barman